# Musa coccinea
Musa coccinea, comúnmente conocido como plátano rojo de China o plátano escarlata por la coloración de su inflorescencia, se encuentra en las regiones tropicales de China (en la provincia de Guangdong , Guangxi, y el sureste de Yunnan ) y Vietnam. Se coloca en la sección Callimusa (ahora incluyendo la sección anterior Australimusa ), teniendo un número del cromosoma diploide de 2n = 20.
El grupo de flores es más redondeado que en la especie relacionada Musa beccarii. Se compone de espirales erectas de brácteas rojas que envuelven flores amarillas tubulares. Los frutos son de color naranja, sólo unos 2 cm De largo, y contienen semillas. La especie es cultivada por su valor ornamental, siendo cultivada, por ejemplo, junto con heliconias en granjas comerciales en Hawái.